# Podlipa, Krško
Podlipa este o localitate din comuna Krško, Slovenia, cu o populație de 42 de locuitori.